# 树葬甲属
树葬甲属（学名：Dendroxena）是埋葬虫科的一属。

## 下属物种
本属包括以下物种：
- Dendroxena quadrimaculata (Scopoli, 1771)
- 六脊树葬甲 Dendroxena sexcarinata Motschulsky, 1861